# Калын, Ибрагим
Ибрагим Калын (тур. İbrahim Kalın; род. 15 сентября 1971, Стамбул) — турецкий учёный, государственный деятель и дипломат. С 11 декабря 2014 года посол в качестве официального представителя президента Турецкой Республики. С 2018 года также выполняет функции заместителя комитета президента по безопасности и внешней политике и заместителя председателя главного советника президента. С 5 июня 2023 года глава
турецкой службы безопасности.

## Биография

### Академическая деятельность
Калын родился в 1971 году в Стамбуле в семье родом из Эрзурума. В 1992 году закончил историческое отделение литературного факультета Стамбульского университета. Получил степень магистра в Малайзии. Защитил докторскую диссертацию в Университете Джорджа Вашингтона в области гуманитарных наук и сравнительной философии, защитив диссертацию о взглядах Муллы Садра на существование и философии знания (2002). Занимался исследованиями в Центре исламских исследований Религиозного фонда Турции. Читал лекции об исламской мысли и отношениях между исламом и Западом в Колледже Святого Креста, Джорджтаунском и Билькентском университетах. Он проводил академические исследования по философии, исламской мысли и исламской философии. Во время учёбы в докторантуре он изучал «Теорию познания Муллы Садра и возможность антисубъективистской эпистемологии». Перевёл книгу «Мысль о существовании в исламе» японского исследователя Тосихико Идзуцу и книги «Письма муршидина» Мулая эль-Араби Эд-Даркави, основателя ветви Даркавийе ордена Лазелийе. Также он перевёл статью Халила Инналджика под названием «Стамбул: город ислама».
В период с 2005 по 2009 год был президентом-основателем Фонда политических, экономических и социальных исследований (ФПЭСИ). В 2007 году вышла его книга «Ислам и Запад». За это исследование он был удостоен награды «Премия мысли» от Союза писателей Турции. Внёс свой вклад в энциклопедические работы, такие как Macmillan Encyclopedia of Philosophy, Encyclopedia of Religion и Oxford Dictionary of Islam. Автор таких работ как «Разум и добродетель» (2014), «Существование и понимание» (2015) и «Я, Другой и не только: Введение в историю отношений между Исламом и Западом» (2016).
В 2011 году был назначен членом Попечительского совета Университета Ахмета Ясави. С 2019 года читает лекции аспирантам в области исламской философии в Университете Ибн Халдуна. Калын получил звание профессора 29 мая 2020 года.

## Государственная деятельность
В 2009 году назначен на должность главного советника премьер-министра по внешней политике. Стал первым координатором координаторского центра премьер-министра по публичной дипломатии, созданного в январе 2010 года. В 2012 году стал заместителем советника премьер-министра. Когда Реджеп Тайип Эрдоган стал президентом, он был назначен заместителем генерального секретаря президента. В 2014 году назначен «пресс-секретарём президента», получив титул «посла» от Реджепа Тайипа Эрдогана. С 2018 года также исполнял обязанности вице-президента Совета по безопасности и внешней политике президента и главного советника при президенте. В 2023 году назначен главой Национальной разведки Турции.

### Личная жизнь
Женат, имеет двоих детей. Помимо работы в академических кругах и правительстве, Ибрагим Калын проявляет большой интерес к искусству, особенно к народной музыке. Среди написанных им произведений — «Если он не выдаст тебя за меня» и «Сестра Элиф».

## Труды

### Авторские работы
- Ислам и Запад
- Существование и понимание: воображение знания Муллы Садра
- Интеллект и добродетель: социальное воображение Турции
- Я, другой и не только: введение в историю отношений между Исламом и Западом
- Турция в деталях
- Исламофобия: Проблема плюрализма в 21 веке
- Варварская современная цивилизация
- Пелена и значение

### Переводы
- Письма Муршида

## Награды
- Орден «За заслуги» III степени (22 августа 2020 года, Украина) — за весомый личный вклад в укрепление международного авторитета Украины, развитие межгосударственного сотрудничества, плодотворную общественную деятельность[14].